# Standortklima
Standortklima ist ein auf biologische Zusammenhänge bezogenes kleinräumiges Klima.
Innerhalb eines Waldes, über einem Acker oder in einer Felsspalte treten andere Klimabedingungen (Temperatur, Luftfeuchte, UV-Strahlung, Wind) auf als in der geschützten Wetterhütte zwei Metern über dem Erdboden.
Diese Tatsache erlaubt es Pflanzen an begünstigten Standorten außerhalb ihres Areals zu existieren, ein Phänomen, welches Heinrich Walter 1953 als Gesetz der relativen Standortkonstanz in die geobotanische Terminologie eingeführt hat.